# За стіною сну
За стіною сну (англ. Beyond the Wall of Sleep) — науково-фантастичне оповідання американського письменника Говарда Лавкрафта, написане в 1919 році і вперше опубліковане в аматорському виданні «Pine Cones» в жовтні 1919 року.

## Сюжет

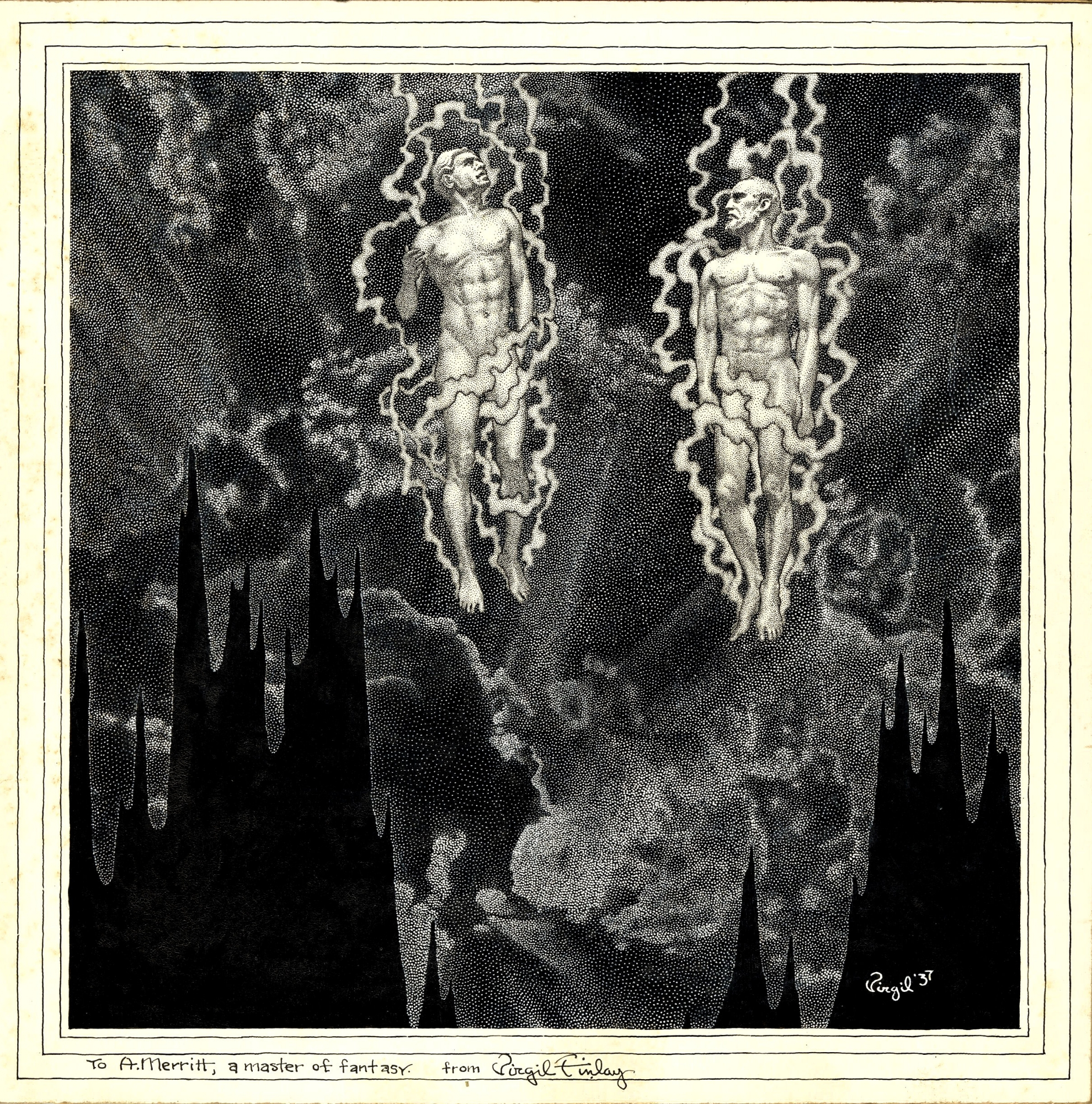
Титульна сторінка оповідання в журналі «Weird Tales» за березень 1938 року. Художник Верджил Фінлей.

Джо Слейтер, біле бидло з гір Катскілл, потрапляє до психіатричної лікарні після скоєння вбивства. Лікарі виявляють, що Слейтер страждає на сильні напади ранкової нудоти. Під час одного з таких нападів він описує вогняну сутність, що живе в далеких просторах космосу і якій він прагне помститися. У Слейтера відбувається багато послідовних і все більш жорстоких нападів, аж до лютого 1901 року, коли вища сутність, здається, заволодіває його тілом. Сутність відкриває оповідачеві, що вони обидва є «братами світла», які вдень перебувають у людських тілах, а вночі повертаються до своєї астральної форми, поки їхні господарі сплять. Вона додає, що Слейтер скоро помре, а вона піде, щоб знову зустрітися з тим, кого вона називає гнобителем, Алголом, Демонічною Зіркою.
Слейтер справді помирає вночі, а оповідач дізнається, що 22 лютого 1901 року поблизу Алгола була відкрита нова зірка, яка світила дуже яскраво протягом двох тижнів, а потім, здається, майже зникла.

## Натхнення
За словами Лавкрафта, на написання цієї історії його надихнула стаття, опублікована 27 квітня 1919 року в «Нью-Йорк Триб'юн». У статті, присвяченій поліції штату Нью-Йорк, згадувалася сім'я, на ім'я Слейтер або Слатер як представник відсталого населення Катскіллс.
Наднова, згадана в кінці оповідання Лавкрафта, — це справжня зірка, наднова, відома як GK Персея; цитата взята з книги Гаррета П. Сервісса «Астрономія неозброєним оком» (1908).
На назву оповідання, можливо, вплинув твір Амброза Бірса «По той бік стіни»; відомо, що Лавкрафт читав Бірса в 1919 році. У романі Джека Лондона «Перед Адамом» 1906 року, який стосується концепції спадкової пам'яті, є такий уривок: «Ніхто з мого людського роду ніколи не проривався крізь стіну мого сну».

## Критика
У книзі «Наукова фантастика: Ранні роки» (англ. Science-Fiction: The Early Years) описує концепції «За стіною сну» та «З позамежжя» як «дуже цікаві, попри жорстке, незріле письмо».

## Адаптації
- Графічний роман, написаний Стівеном Філіпом Джонсом і намальований Октавіо Каріелло, був вперше опублікований у 1991 році видавництвом Malibu Graphics.
- Кілька метал-гуртів записали пісні, натхненні цією історією, в тому числі Black Sabbath (кавер-версії на Macabre і Static-X), Sentenced, Manticora і Opeth, а також гітарист Крістіан Мюнцнер.
- За стіною сну (2004), фільм з Томом Савіні та Вільямом Сандерсоном у головних ролях.